# Фантомные акции
Фантомные акции (англ. Phantom Stock, Shadow Stock, Phantom Share) — договорное соглашение между компанией и получателями фантомных акций, при котором отдельные сотрудники получают преимущества владения акциями без получения реальных акций от компании. Фантомные акции дают получателю право на денежную выплату в назначенное время или в связи с назначенным событием в будущем. Фантомные акции не дают права собственности на бизнес или право на принятие стратегических решений компании, а так же не дают права голоса.

## Основные особенности использования фантомных акций
- Фантомные акции помогают поднять лояльность сотрудников и дольше удержать их в компании.
- Для стартапов фантомные акции могут использоваться для мотивации талантливых сотрудников на ранних стадиях бизнеса.
- Для действующих компаний фантомные акции используются в качестве мотивационного денежного бонуса сотрудникам за достижение целевых показателей эффективности, либо по выслуге лет.
- По соглашению с сотрудниками, владеющими фантомными акциями, могут производиться денежные выплаты при выходе из компании.
- Важно проконсультироваться с юристом при использовании фантомных акций.
- В момент, когда производится выплата дивидендов по фантомным акциям, она так же облагается налогом. Если акции выданы партнерам, зарегистрированным как ИП или ООО, они платят налог с дохода от фантомных акций при получении выплаты дивидендов самостоятельно.
- В России и странах СНГ использование фантомных акций не урегулировано.

## Популярность
- Фантомные акции особенно популярны в Германии, где их использует более 75% частных компаний.
- В России и странах СНГ использование фантомных акций в частных компаниях только набирает популярность.